# Camerota

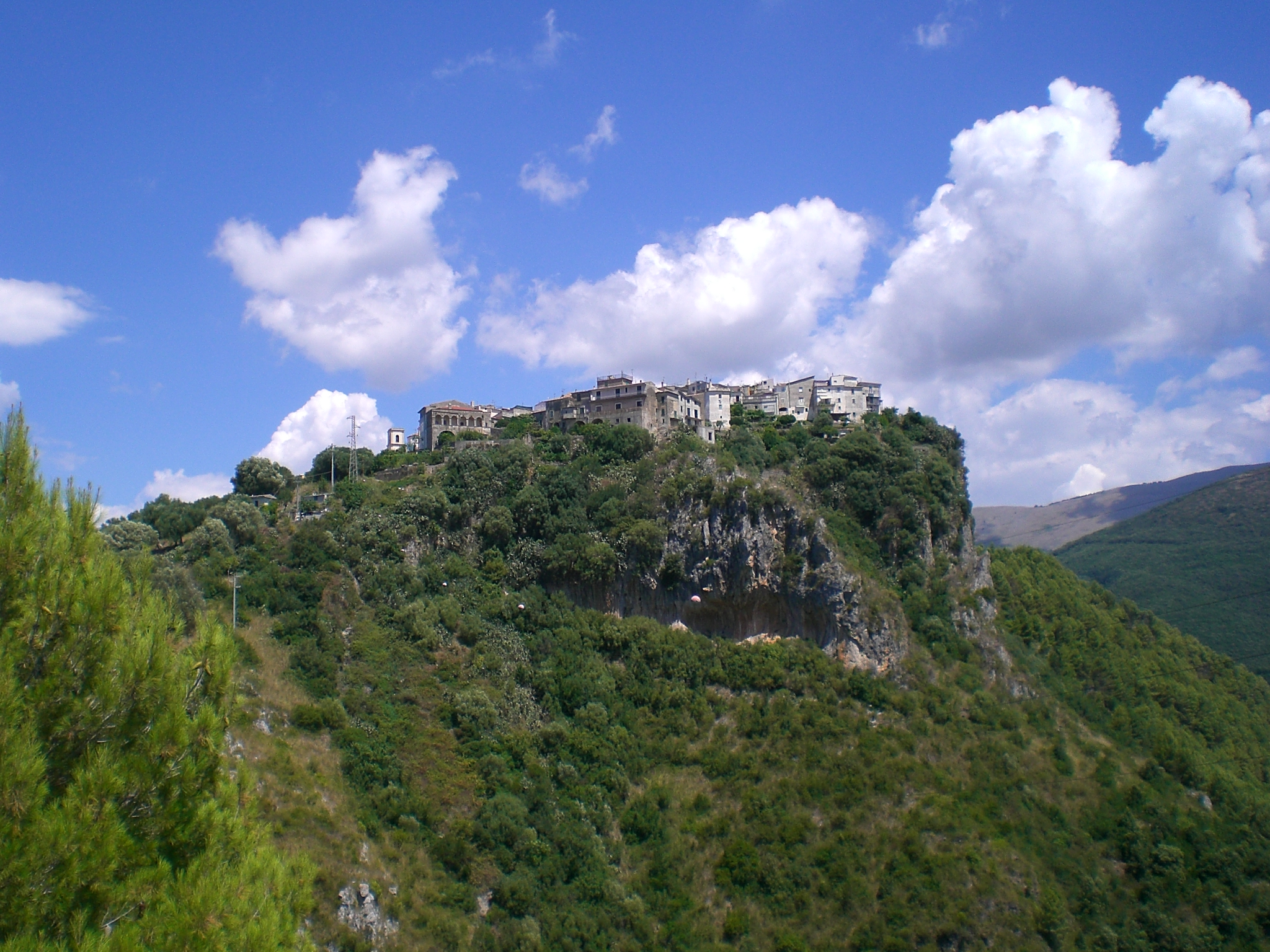
Blick auf den Hauptort

Camerota ist eine italienische Gemeinde mit 6836 Einwohnern (Stand 31. Dezember 2023) in der Provinz Salerno in der Region Kampanien. Sie ist Mitgliedsgemeinde der Comunità Montana Zona del Lambro e del Mingardo.

## Geografie
Die Nachbargemeinden sind Celle di Bulgheria, Centola, Roccagloriosa und San Giovanni a Piro. Die drei Ortsteile (frazioni) sind: Marina di Camerota, Lentiscosa und Licusati.